# Proteste in Rumänien 2017

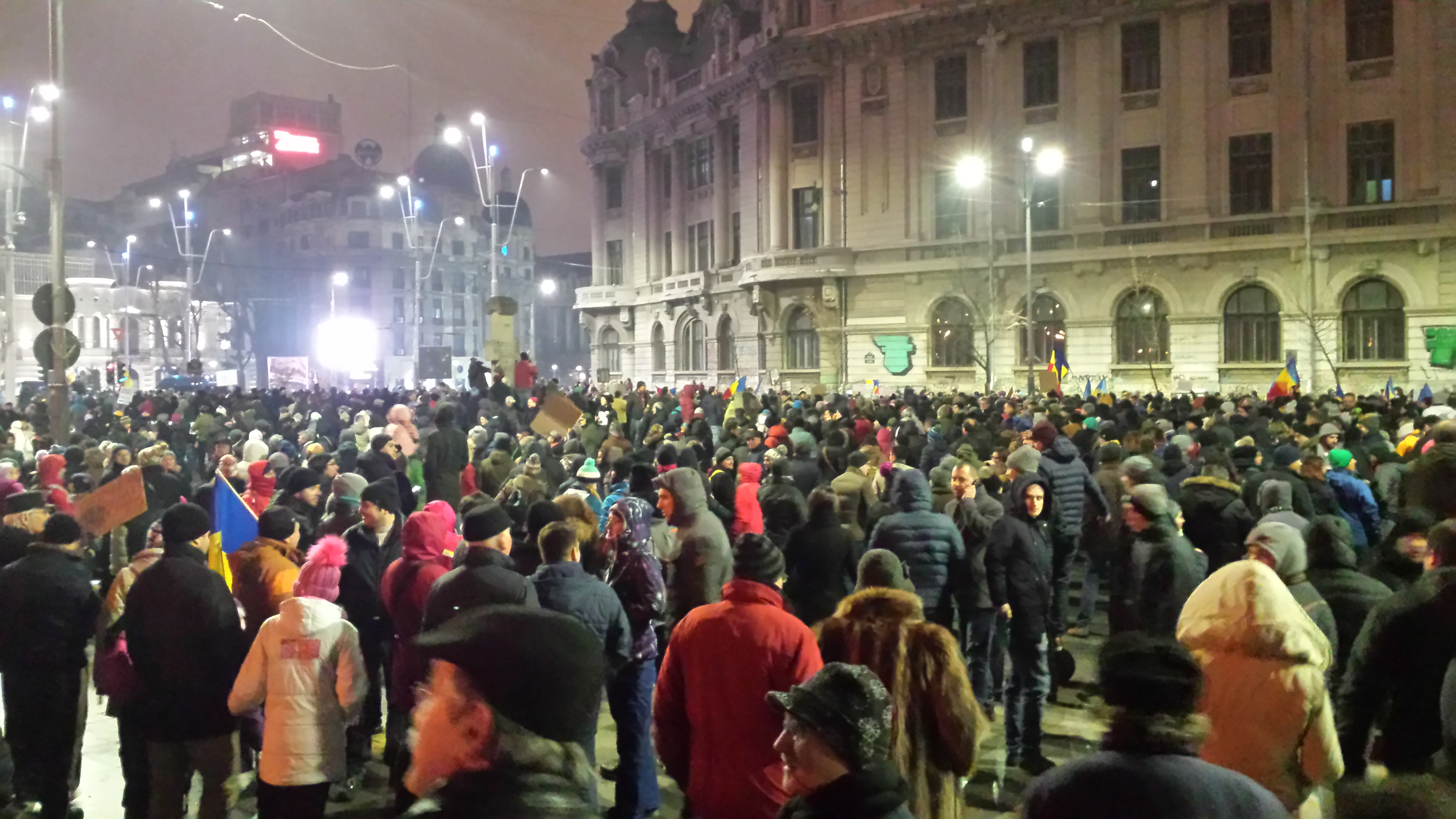
Demonstration in Bukarest am 29. Januar 2017.

Als Proteste in Rumänien 2017 werden die wochenlangen Demonstrationen in Rumänien gegen die nach der Parlamentswahl 2016 gebildete Regierung Sorin Grindeanus zusammengefasst. Im Zentrum der Proteste standen angestrebte Änderungen des Strafgesetzbuches und eine Gesetzesinitiative zur Begnadigung von Hunderten wegen Amtsmissbrauchs angeklagten Amtsträgern.

## Vorgeschichte

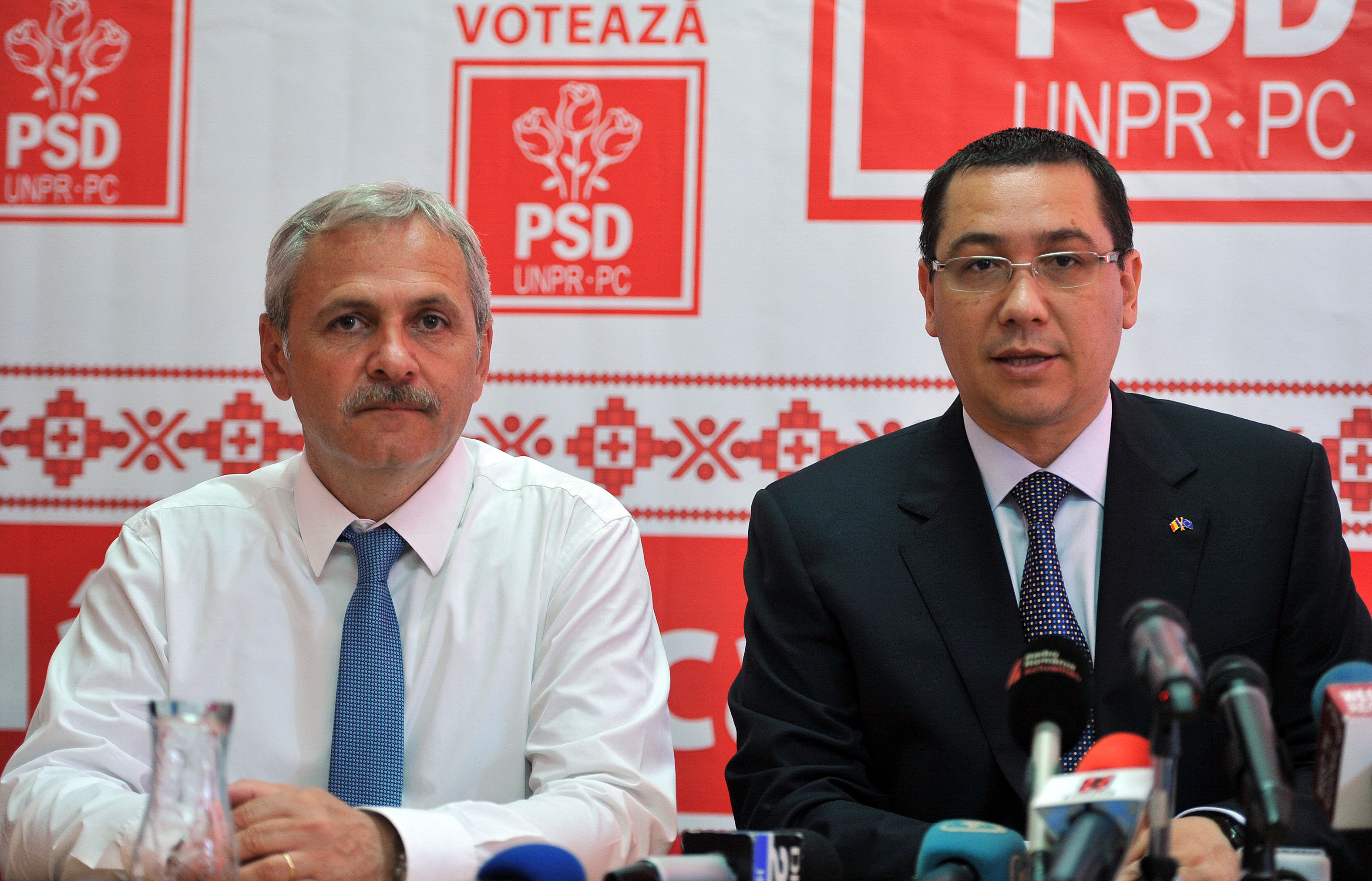
Liviu Dragnea (l.) und Victor Ponta (r.), 2014.
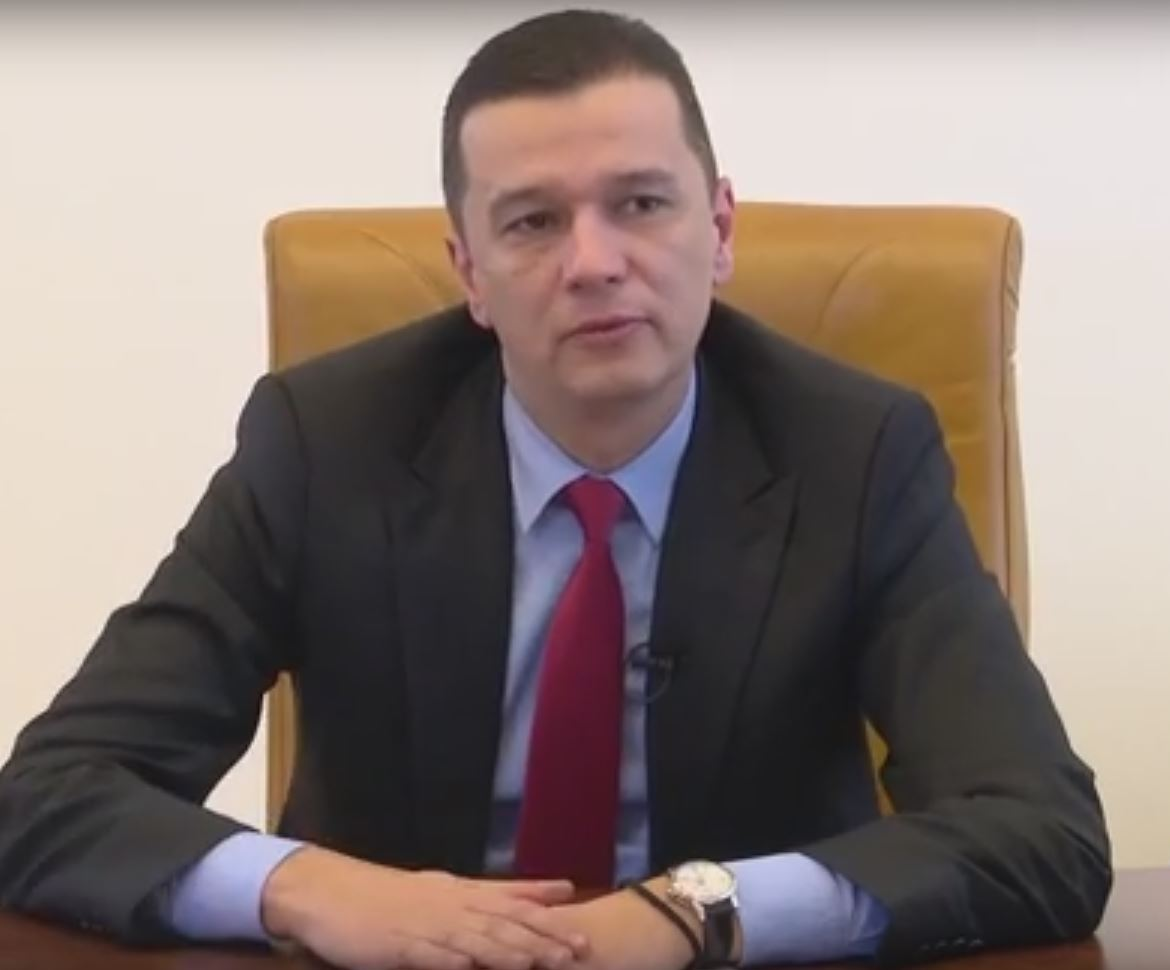
Sorin Grindeanu, 2015.

Bei der Brandkatastrophe in Bukarest am 30. Oktober 2015 im Musikclub Colectiv starben 64 Menschen und 147 wurden verletzt, einige von ihnen schwer. Aus den Trauermärschen am Tag nach der Brandkatastrophe entwickelten sich im ganzen Land Demonstrationen gegen die damalige Regierung. Alleine in Bukarest klagten etwa 25.000 Demonstranten die Politiker an, durch die Korruption in Rumänien und deren Duldung die Tragödie mitverschuldet zu haben. Premierminister Victor Ponta erklärte am 4. November seinen Rücktritt; mit ihm trat das Kabinett Ponta IV geschlossen zurück. Am 17. November wählte das Parlament eine aus Technokraten bestehende Übergangsregierung, das Kabinett Cioloș, mit dem ehemaligen EU-Kommissar Dacian Cioloș als Premierminister. Die Regierung blieb bis Januar 2017 im Amt.
Bereits am 12. Juli 2015 war Ponta im Zusammenhang angesichts der gegen ihn laufenden Antikorruptionsermittlungen von seinem Amt als Parteivorsitzender der Partidul Social Democrat (PSD) zurückgetreten. Liviu Dragnea, der Pontas Nachfolge zunächst kommissarisch übernommen hatte, wurde im Oktober zum neuen Parteivorsitzenden gewählt.
Bei der Parlamentswahl im Dezember 2016 erhielt die PSD bei einer Wahlbeteiligung von 39 Prozent 45,4 Prozent der abgegebenen Stimmen und wurde von Staatspräsident Klaus Johannis mit der Regierungsbildung beauftragt. Johannis machte allerdings schon vor der Wahl deutlich, dass er keinen vorbestraften Politiker in der Regierung akzeptieren werde. Diese Aussage zielte explizit auf Dragnea, der als PSD-Vorsitzender das Amt des Premierministers beanspruchte, jedoch im April 2016 letztinstanzlich wegen Wahlbetrugs zu zwei Jahren Gefängnis auf Bewährung verurteilt worden war. Am 21. Dezember wählte die Abgeordnetenkammer Rumäniens Dragnea zu ihrem neuen Präsidenten.
Zusammen mit der Alianța Liberalilor și Democraților (ALDE), dem Koalitionspartner der PSD, schlug Dragnea am 21. Dezember Sevil Shhaideh (PSD) als Premierministerin vor. Dieser Vorschlag wurde von Johannis ohne Angabe von genauen Gründen abgelehnt. In der Öffentlichkeit wurde sie als „Marionette von Liviu Dragnea“ wahrgenommen. Der zweite Vorschlag, der ehemalige Telekommunikationsminister und Vizebürgermeister von Timișoara Sorin Grindeanu (PSD), wurde von Johannis akzeptiert. Trotzdem gilt Dragnea, der kein Regierungsamt bekleidet, als der eigentliche Strippenzieher hinter dem Kabinett Grindeanu.
Ministerpräsident Sorin Grindeanu, Liviu Dragnea und Justizminister Florin Iordache gelten als die Schlüsselfiguren der aktuellen politischen Krise.
Trotz erzielter Fortschritte in ihrer Bekämpfung zieht sich die Korruption in Rumänien durch alle Bereiche des öffentlichen Lebens. Korruption und Amtsmissbrauch gelten als strukturelle Massenphänomene des Landes. Dragnea hatte vor der Wahl in einem Interview die Sorgen um Korruption in Rumänien als bullshit bezeichnet.

## Auslösende Ereignisse
Schon kurz nach der Amtseinführung der neu gewählten Regierung verdichteten sich Gerüchte, dass die Regierung das Strafgesetzbuch abändern, ein Amnestiegesetz beschließen oder die Befugnisse der Nationalen Antikorruptionsbehörde beschneiden wollte. Justizminister Florin Iordache hatte bereits Anfang Januar eine Strafrechtsänderung in die Diskussion gebracht. Er begründete dies mit den überfüllten Gefängnissen im Land. Überraschend leitete Staatspräsident Klaus Johannis am 18. Januar zum ersten Mal die wöchentliche Regierungssitzung, da er tiefgreifende Änderungen im Strafrecht per Eilverordnung vermutete. Premierminister Sorin Grindeanu bestritt auf einer anschließenden Pressekonferenz, dass eine Eilverordnung auf der Tagesordnung stand. Am Abend fanden in Bukarest und anderen Städten spontane Demonstrationen gegen die möglichen Änderungen im Strafrecht statt.

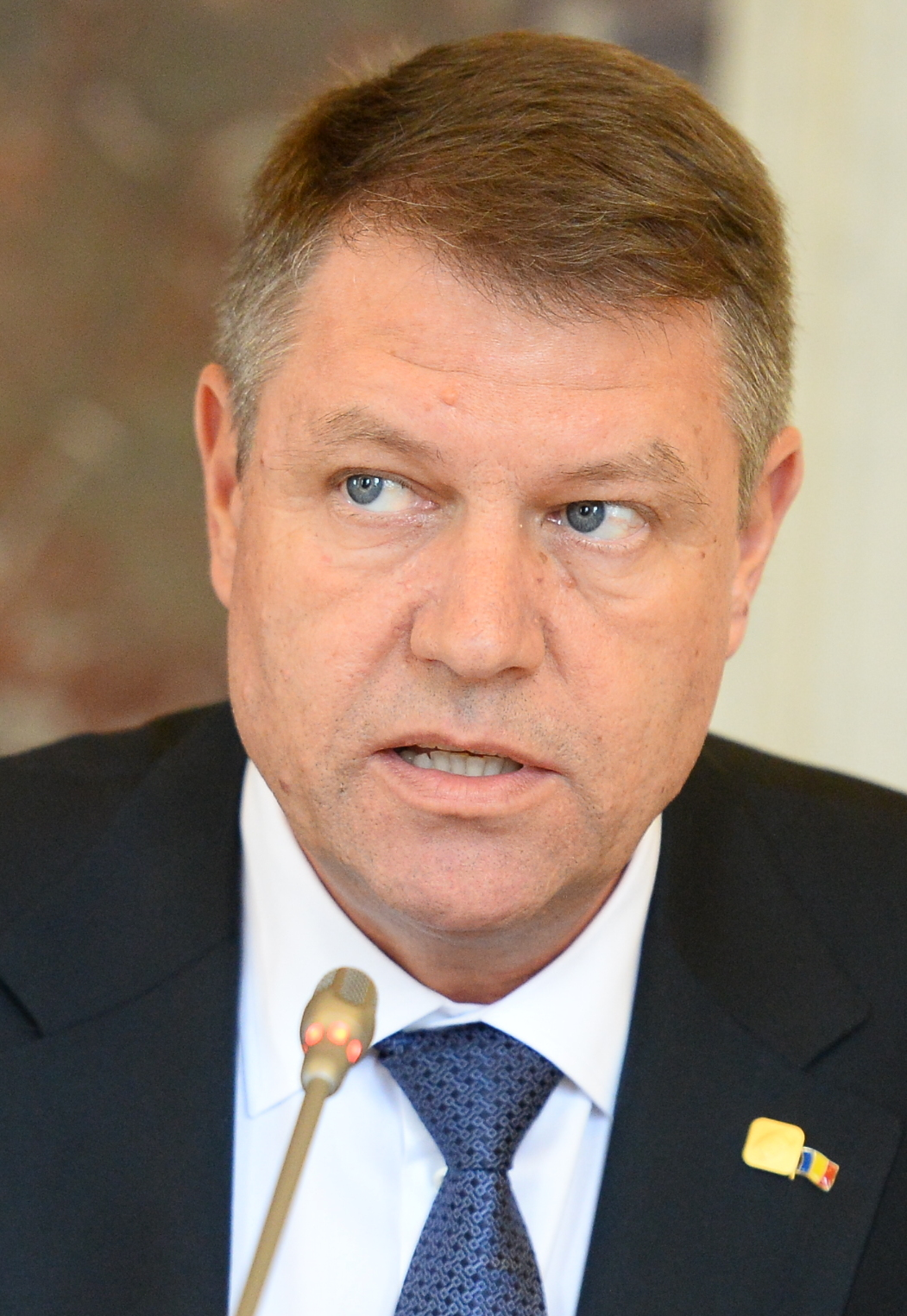
Klaus Johannis, 2015.

Klaus Johannis bekräftigte seinerseits, dass die fragliche Verordnung in Vorbereitung sei, die Regierung ihm aber zugesichert habe, dass Amnestieverordnungen für Fälle politischer Korruption nicht ohne öffentliche Diskussion verabschiedet werden würden.
Kurz darauf veröffentlichte das rumänische Justizministerium Einzelheiten der geplanten Amnestie-Verordnung und begründete ihre Notwendigkeit mit der Überbelegung rumänischer Gefängnisse und möglichen Strafzahlungen, die der Europäische Gerichtshof für Menschenrechte in solchen Fällen anordnen könne. Fünf Nicht-Regierungsorganisationen, die sich mit Korruption beschäftigen, erwiderten, dass der zahlenmäßige Umfang der geplanten Amnestie weniger als 10 Prozent der aktuellen Gefängnisbelegung ausmachen würde und wiesen darauf hin, dass eine solche Reduzierung allein keine Lösung für das Problem der Überbelegung sei.
Am 22. Januar 2017 versammelten sich in Bukarest mehr als 10.000 Menschen zu einer Protestaktion, an der auch der Präsident teilnahm. In einer kurzen Rede sagte Johannis: „Eine Bande von Politikern, die Probleme mit dem Gesetz haben, möchte die Gesetzgebung ändern und die Herrschaft des Rechts schwächen … Die Rumänen seien darüber zu Recht empört.“
Eine Woche später, am 29. Januar, weiteten sich die Proteste aus. In der Hauptstadt Bukarest gingen mindestens 90.000 Menschen auf die Straße, mehrere tausend in Sibiu und Cluj-Napoca.
Trotz anhaltender öffentlicher Proteste verabschiedete die Regierung am 31. Januar 2017 gegen 22 Uhr ihre umstrittenen Änderungen des Strafgesetzbuches per Eilverordnung und bündelte ihre Begnadigungspläne in einer Gesetzesinitiative, die Hunderte wegen Amtsmissbrauchs angeklagten Amtsträgern Straffreiheit gewährt hätte, da Amtsmissbrauch unter einer Schadensgrenze von 200.000 Lei (umgerechnet etwa 45.000 Euro) für straffrei erklärt werden sollte.
Darüber hinaus verabschiedete die Regierung eine Gesetzesvorlage über Begnadigungen, die noch vom Parlament hätte angenommen werden müssen. Von einer derartigen Amnestie hätten rund 2500 Häftlinge profitiert, darunter mehrere wegen Korruption inhaftierte Politiker. Die Eilverordnung sollte am 10. Februar in Kraft treten. Die Vorhaben standen nicht auf der Tagesordnung der Regierungssitzung.
Kritikern zufolge sollte durch die Eilverordnung Liviu Dragnea geschützt werden, der sich seit dem 30. Januar 2017 wegen Amtsmissbrauchs als Kreistagspräsident von Teleorman und Dokumentenfälschung mit einem Schaden von 100.000 Lei vor Gericht verantworten muss. Im Falle einer Verurteilung droht ihm eine Gefängnisstrafe.

## Entwicklung
Implementation der Initiative

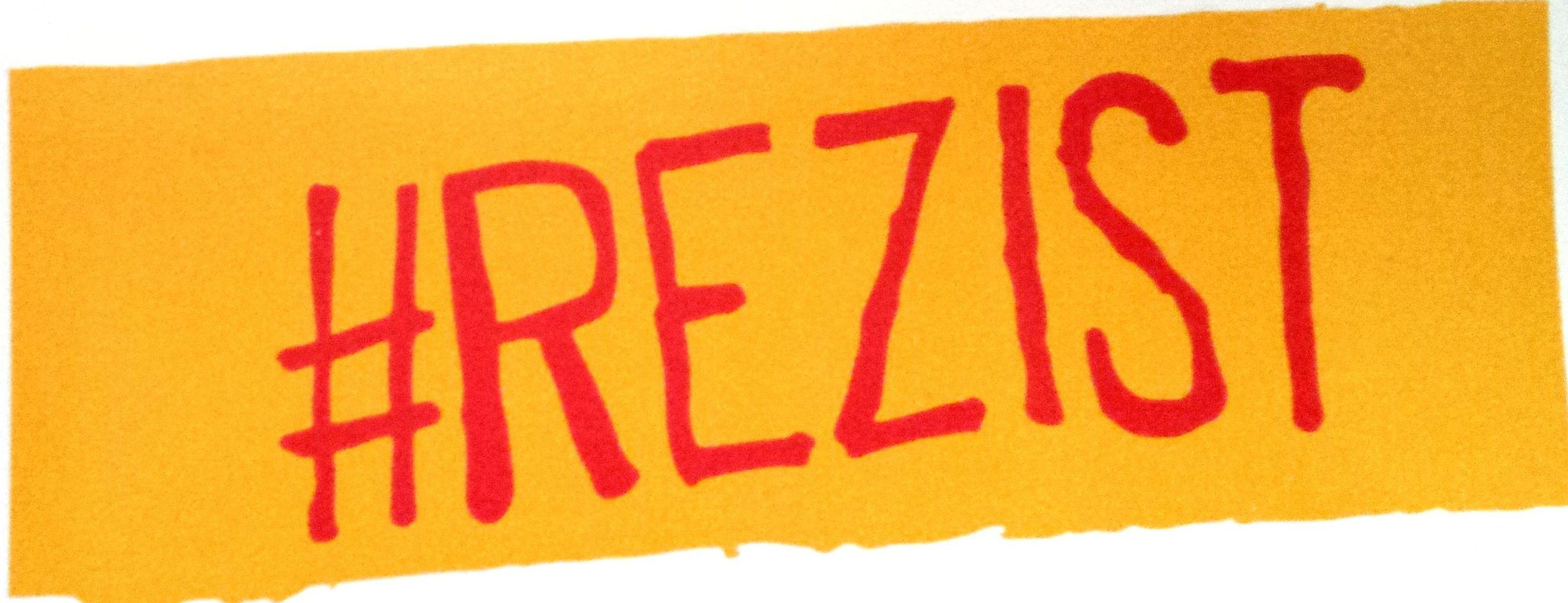
Hashtag Rezist, ein Leitmotiv der Protestbewegung.

Nach der Veröffentlichung der Verordnungen am 31. Januar fanden für 27 Tage in Folge täglich Demonstrationen gegen die Regierung statt, insgesamt in rund 50 Städten des Landes. Die Höhepunkte bildeten die Proteste vom 1. Februar mit landesweit etwa 450.000 Teilnehmern und die Proteste vom 5. Februar mit etwa 500.000 Teilnehmern allein in Bukarest. Das „Nationale Exekutiv-Komitee der Partidul Social Democrat“ bestätigte am 2. Februar die Eilverordnungen.
Präsident Johannis sprach sich gegen Neuwahlen aus, legte der Regierung aber den Rücktritt nahe. Ministerpräsident Grindeanu rief die Bevölkerung zur Ruhe auf und wies Rücktrittsforderungen von sich.
Klage beim Verfassungsgericht
Das „Oberste Konzil der Judikativ-Magistratur“ beschloss am 1. Februar in einer Krisensitzung unter dem Vorsitz des Staatspräsidenten Johannis einstimmig, den Fall vor das Verfassungsgericht Rumäniens zu bringen. Am 2. Februar reklamierte Johannis beim Verfassungsgericht einen „verfassungsrechtlichen Konflikt zwischen Exekutive und Legislative“. Der ehemalige Ministerpräsident und Ombudsmann für Bürgerrechte Victor Ciorbea und die Justizaufsichtsbehörde CSM reichten beim Verfassungsgericht hierzu Klage ein. Das Gericht lehnte am 9. Februar eine inhaltliche Beurteilung der Korruptionsverordnung mit der Begründung ab, dass die Regierung die Regelung außer Kraft gesetzt habe.
Rücknahme
Die Regierung nahm ihre umstrittenen Erlasse am 5. Februar mit einer weiteren Eilverordnung zurück, bevor sie überhaupt am 11. Februar in Kraft hätten treten können. Ministerpräsident Grindeanu sagte: „Wir haben die Stimme der Straße verstanden und wollen nicht, dass sich das Land spaltet.“ Mit seiner „sicheren Mehrheit im Parlament“ (76 von 136 Mandaten) wollte er jedoch nicht zurücktreten.
Der Senat sprach sich am 14. Februar einstimmig gegen die Verordnung aus. Auch das rumänische Parlament lehnte am 21. Februar das Dekret ab, wobei es gegen die Eilverordnung stimmte und für die Verordnung zur Abschaffung der ersten.
Misstrauensvotum
Ein von der Opposition aus der bürgerlichen Partei PNL und der grünen USR am 6. Februar gestellte Misstrauensvotum gegen die Regierung Grindeanu scheiterte am 8. Februar; 161 Abgeordnete stimmten dafür, der Regierung das Vertrauen zu entziehen, für einen Erfolg des Antrags wären jedoch 232 Stimmen nötig gewesen.
Referendum

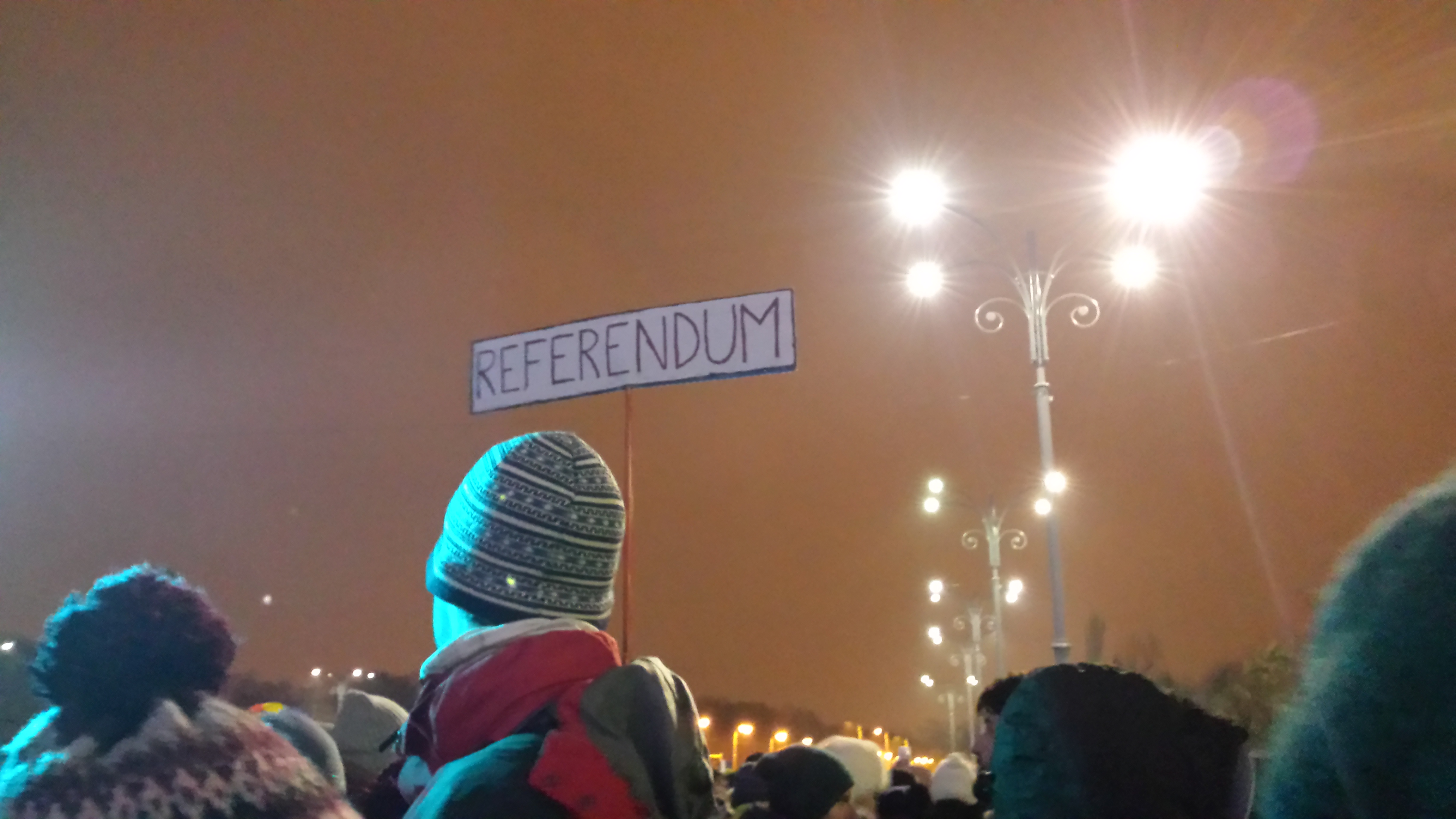
Demonstranten fordern am 29. Januar vor dem Bukarester Regierungsgebäude ein Referendum.

Präsident Johannis kündigte am 7. Februar ein Referendum zu dem umstrittenen Dekret an. Rumäniens Parlament billigte am 13. Februar einstimmig das Referendum, mit dem die Rumänen zur „Zukunft des Kampfs gegen Korruption“ befragt werden sollen. Im nächsten Schritt muss nun Staatspräsident Johannis die Referendumsfrage bekanntgeben und den Termin für die Volksbefragung festlegen. Johannis gab im März bekannt, dass er die Idee des Referendums nicht aufgegeben habe, er aber beabsichtige, es als „Versicherungspolice“ zu verwenden, sollte die Regierung ihre Angriffe auf die Justiz fortsetzen. Bis September 2017 wurde kein Datum für das Referendum benannt.
Absetzung des Premierministers
In den folgenden Monaten verwässerte das PSD-kontrollierte Parlament mit der Eingabe von Gesetzesänderungen die Antikorruptionsgesetzgebung weiter. Im Juni 2017 stürzten die Regierungsparteien den aus ihren Reihen gestellten Ministerpräsidenten Grindeanu, der an harten Strafen gegen Korruption festgehalten hatte. Lediglich zehn Abgeordnete stimmten mit Nein. Mihai Tudose trat die Nachfolge von Grindeanu an.

## Chronologie der Demonstrationen
31. Januar
Nach der Veröffentlichung der Verordnungen fanden sich in den Abendstunden bis zu 15.000 Menschen vor Regierungseinrichtungen in Bukarest ein, um ihren Protest kundzutun. In dieser Nacht fanden auch in anderen rumänischen Städten Demonstrationen statt, so in Cluj-Napoca (mit 10.000 Teilnehmern), Timișoara (2500), Iași (2000), Sibiu (2000), Brașov (1500), Arad (200), Craiova (200), Ploiești (100).
1. Februar
Am Bukarester Piața Victoriei versammelten sich bis zu 150.000 Menschen. Etwa 300.000 weitere Demonstranten kamen in anderen Städten des Landes zusammen. Über 40.000 Menschen (etwa 10 Prozent der Stadtbevölkerung) nahmen in Cluj an einer Protestkundgebung teil. Der Fernsehkanal Digi24 meldete Teilnehmerzahlen von 20.000 in Sibiu, 20.000 in Timișoara, 15.000 in Iași, 8000 in Brașov, 6000 in Bacău, 6000 in Târgu Mureș, 5000 in Baia Mare, 5000 in Constanța, 4000 in Alba Iulia, 4000 in Craiova, 4000 in Oradea, 4000 in Arad, 3000 in Galați, 3000 in Pitești, 2000 in Suceava, 1000 in Piatra Neamț.
In Bukarest mischten sich Dutzende angeblicher Fußballhooligans unter die Demonstranten und griffen Polizisten mit Feuerwerkskörpern und Eisblöcken an. Bei diesen gewalttätigen Auseinandersetzungen am Rande des Protestes setzten die Ordnungskräfte Tränengas ein. Drei Demonstranten und zwei Polizisten wurden verletzt, die Polizei löste daraufhin die Kundgebung auf.
Parlamentsmitglieder der National-Liberalen Partei (PNL, rumänisch Partidul Național Liberal) und der Union „Rettet Rumänien“ USR protestierten im Plenarsaal des Parlaments mit Plakaten und Rufen wie „Schämt euch!“ und „Zurücktreten!“.
2. Februar

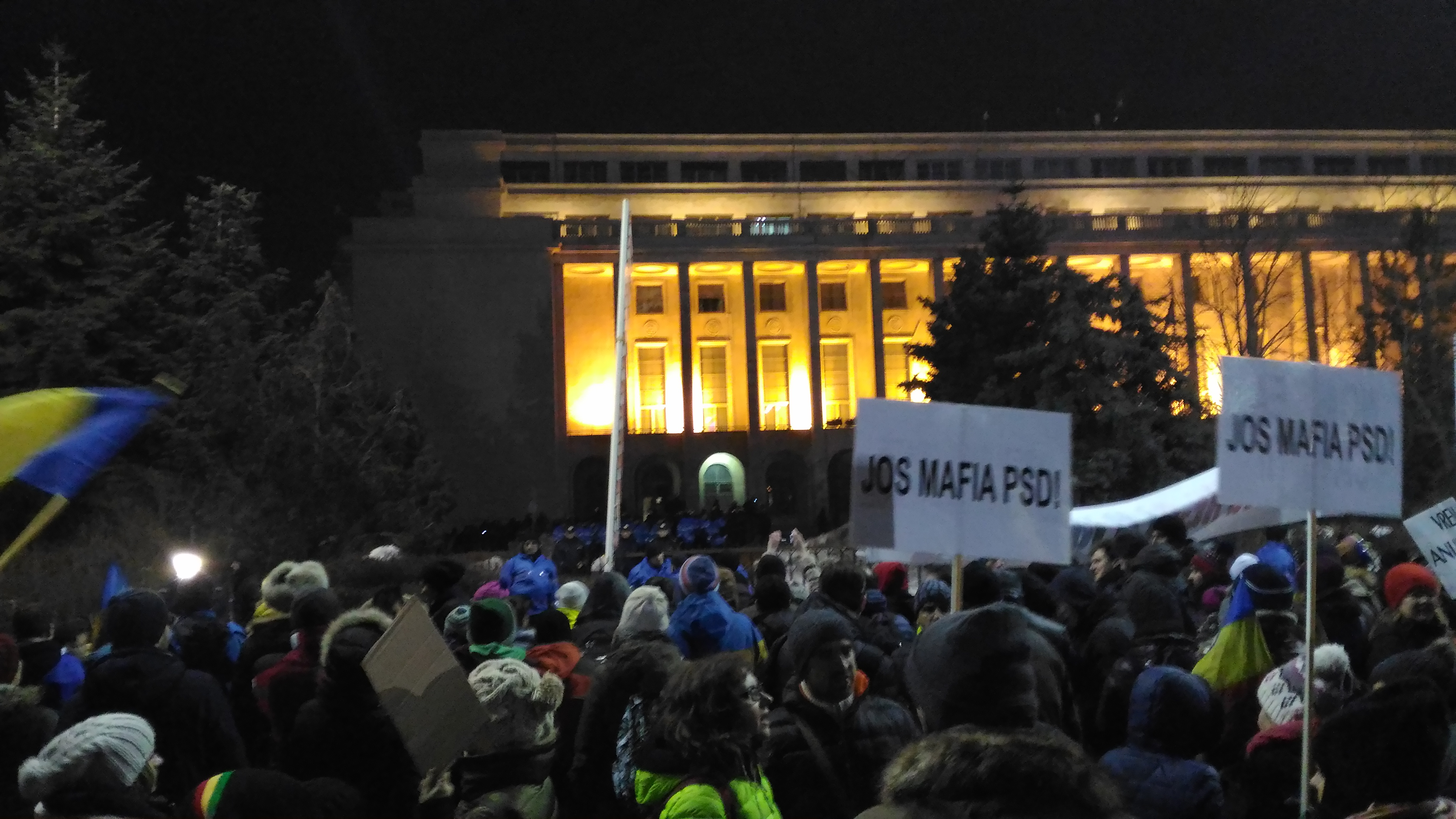
Szene der Proteste vom 2. Februar 2017 auf dem Piața Victoriei in Bukarest.

Allein vor dem Regierungssitz protestierten in Bukarest bis zu 80.000 Menschen, wobei es vereinzelt zu Zusammenstößen mit der Polizei kam. Auch in anderen Städten gingen zahlreiche Menschen auf die Straße.
3. Februar
Über 300.000 Menschen protestierten auch am 3. Februar, davon etwa die Hälfte in Bukarest.
4. Februar
Die landesweiten Proteste wurden auch am 4. Februar weitergeführt. Am Abend bildeten 40.000 Menschen eine Menschenkette um das Parlamentsgebäude. Von hier startete ein Protestzug Richtung Piața Victoriei, wo bereits zahlreiche Menschen vor dem Regierungsgebäude eingetroffen waren; insgesamt wurden vor dem Regierungsgebäude etwa 180.000 Demonstranten gezählt. Große Protestzüge fanden auch in anderen Großstädten Rumäniens statt, so gingen in Cluj, Timișoara, Hermanstadt, Iași, Brașov, Craiova, Constanța und andernorts über 170.000 Menschen auf die Straße.
5. Februar

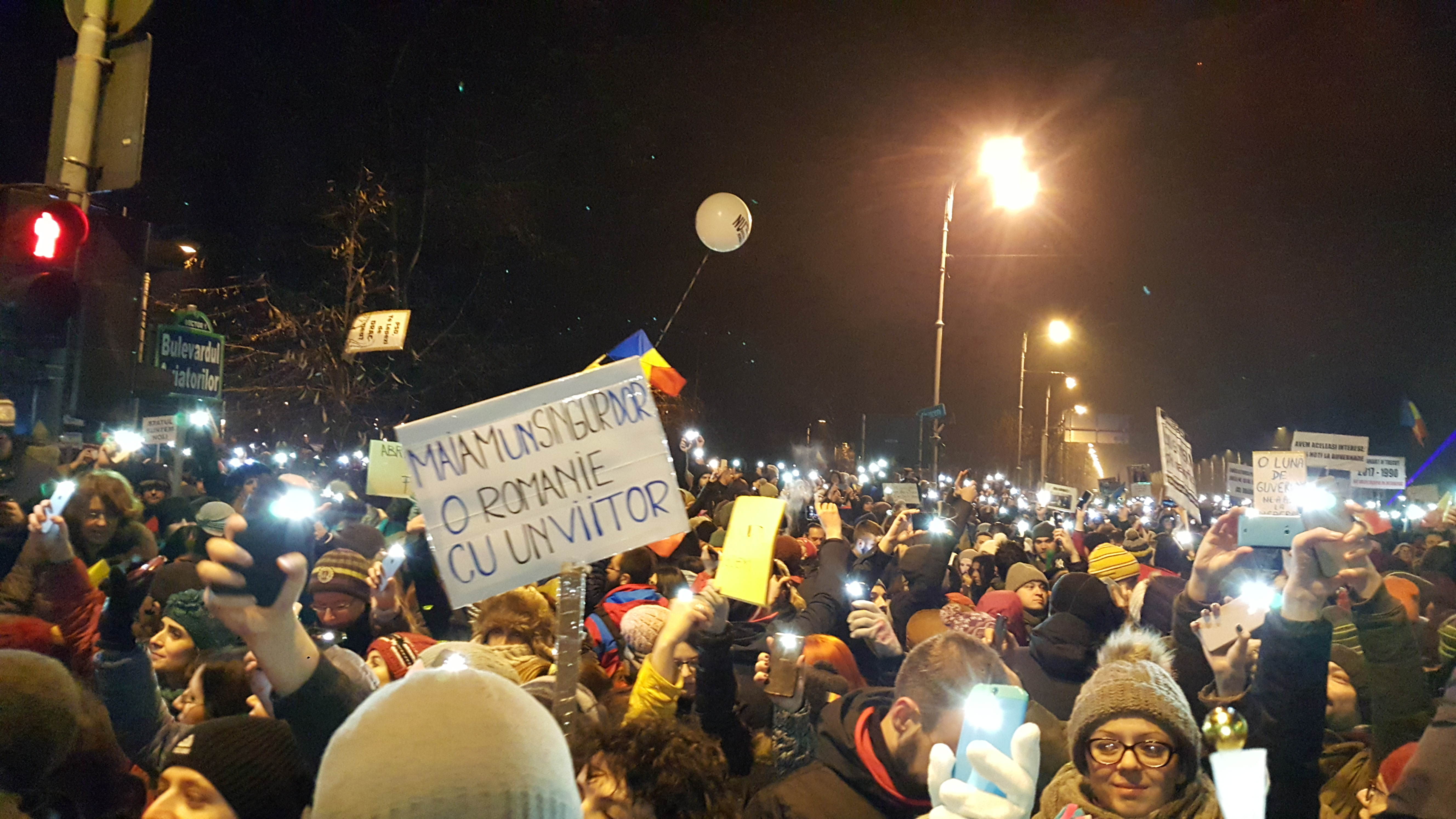
Um 21:00 Uhr des 5. Februar illuminierten die etwa 250.000 Demonstranten mit hochgehaltenen Smartphones die Piața Victoriei.

Gegen 18 Uhr hatten sich bereits über 100.000 Menschen vor dem Regierungsgebäude in Bukarest versammelt, um 23 Uhr war ihre Zahl auf etwa 500.000 Demonstranten angewachsen, davon etwa 200.000 bis 300.000 allein auf der Piața Victoriei im Zentrum Bukarests. In mindestens 20 weiteren Städten gab es Kundgebungen mit jeweils Tausenden oder Zehntausenden Demonstranten.
Vor dem Bukarester Präsidentensitz versammelten sich etwa 1200 Anhänger der Regierung, die Staatspräsident Johannis auf Transparenten einen „Verräter“ nannten und seinen Rücktritt forderten.
6. Februar
Die Proteste gingen im ganzen Land weiter, so versammelten sich in Bukarest zwischen 20.000 und 25.000 Demonstranten vor dem Regierungsgebäude. Landesweit versammelten sich insgesamt etwa 50.000 Personen zum Protest. Etwa 4000 Menschen fanden sich zu einer Gegendemonstration vor dem Präsidentensitz Schloss Cotroceni ein und verlangten dort den Rücktritt von Präsident Johannis.
7. Februar

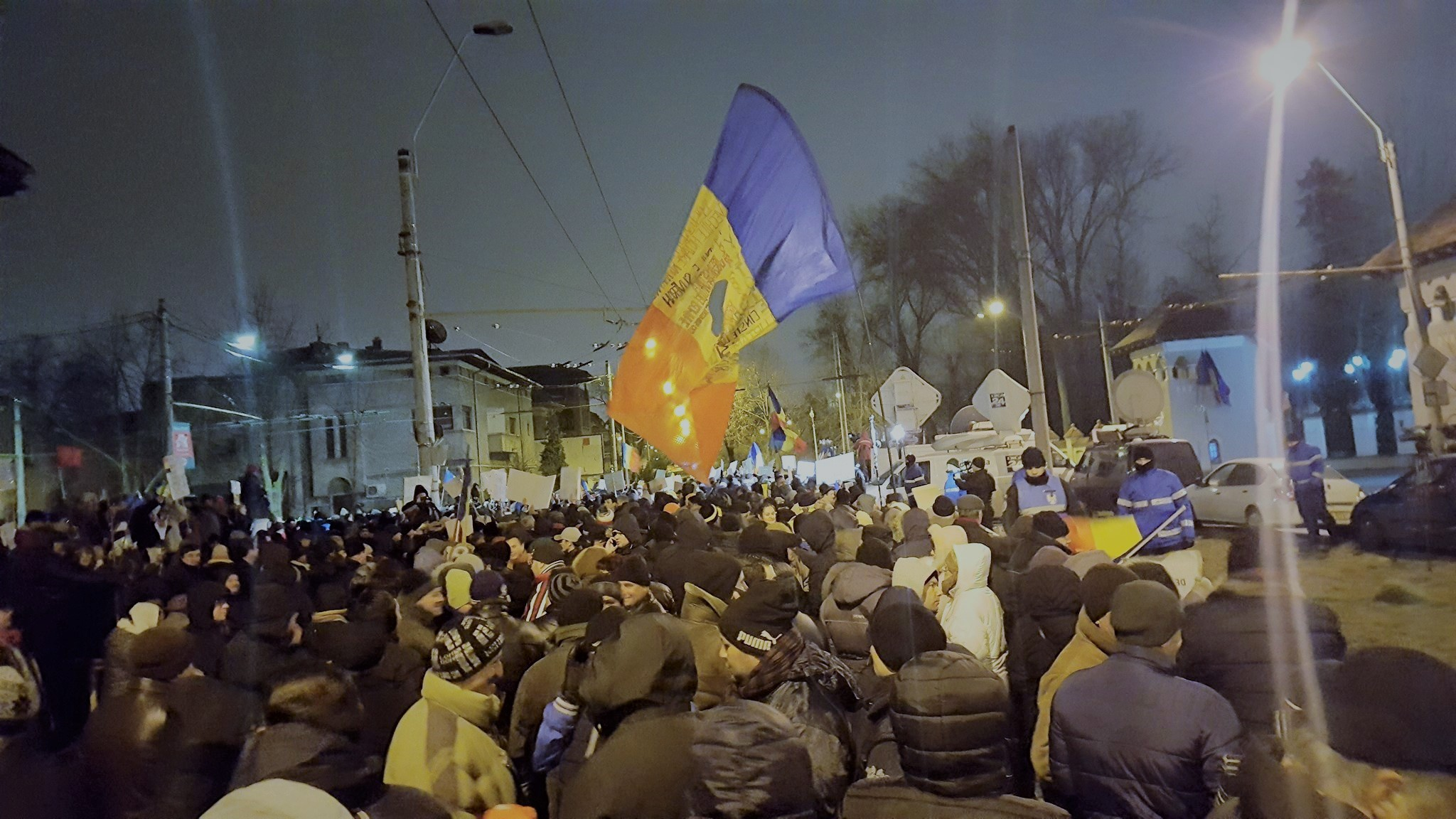
Gegenprotest vor dem Präsidentensitz Schloss Cotroceni am 7. Februar.

Etwa 8000 Menschen demonstrierten am Abend des 7. Februar bei nasskaltem Wetter vor dem Regierungssitz in Bukarest, mehrere Tausend in drei weiteren Universitätsstädten. In Bukarest kam es auch zu einer kleineren Gegendemonstration von Anhängern der Regierung. Meldungen zufolge soll die Regierungspartei Beschäftigte einer Staatsfirma aus dem Südwesten des Landes mit Bussen nach Bukarest gefahren haben, um sie dort für die Regierung demonstrieren zu lassen.
8. Februar
Tausende von Demonstranten versammelten sich am Abend trotz Schneewetters erneut in Bukarest, um gegen die Regierung zu protestieren.
Vor Schloss Cotroceni demonstrierten etwa 100 Menschen gegen den Staatspräsidenten. Johannis zeigte sich kurz vor dem Präsidentensitz um Tee auszuschenken und mit den Protestierenden zu sprechen. Die Demonstranten zeigten kein Interesse an einem Dialog und taten weiter lautstark ihren Protest kund, worauf Johannis bald die Szene verließ.
9. Februar
Auch an diesem Abend gingen Tausende trotz frostiger Temperaturen in Bukarest, Sibiu und Cluj wieder zum Protest auf die Straße.
10. Februar
In Bukarest waren 6000 bis 7000 Demonstranten zu Straßenprotesten unterwegs, in Timișoara etwa 3500. Zu kleineren Kundgebungen kam es unter anderem in Sibiu, Brașov und Cluj-Napoca. Neben den üblichen hunderten Regierungsanhängern vor dem Bukarester Präsidentenpalast protestierten im siebenbürgischen Alba Iulia dutzende Menschen gegen Staatspräsident Johannis, der sich in der Nähe zum Skilaufen eingefunden hatte.
11. Februar
Erneut verlangten am 11. Februar bei einer Demonstration in Bukarest bis zu 5000 Menschen den Rücktritt der sozialliberalen Regierung. In Timișoara gingen etwa zwischen 2000 und 3000 Regierungsgegner auf die Straße, in Cluj-Napoca und Sibiu jeweils 2000 bis 2500 sowie in Brașov etwa 2000.
Zugleich gab es eine Gegendemonstration von Regierungsanhängern vor dem Bukarester Präsidentenpalast mit einigen Hundert Teilnehmern.
12. Februar
In mindestens acht Städten Rumäniens waren am 12. Februar Regierungsgegner auf den Straßen. Nach Schätzung der Medien versammelten sich allein in Bukarest 50.000 und in Cluj-Napoca 10.000 Demonstranten. In anderen Orten wie Sibiu, Iași und Timișoara fanden kleinere Demonstrationen mit Tausenden von Teilnehmern statt, insgesamt wurden 70.000 Personen gemeldet. Zehntausende Teilnehmer protestierten in der Hauptstadt mit einem Lichtermeer in den Farben der Flagge Rumäniens, indem sie Papierbögen in den Nationalfarben Blau, Gelb und Rot hochhielten und mit ihren Handys anleuchteten.
Vor dem Präsidentenpalast zogen rund 1000 Gegendemonstranten auf.
13. Februar
Vor dem Regierungsgebäude in Bukarest versammelten sich am Abend bei Temperaturen unter dem Gefrierpunkt etwa 2000 Demonstranten. In einem Dutzend anderer Städte des Landes kam es zu kleineren Protesten.
14. Februar
Tausende Demonstranten protestierten in mehreren Städten erneut gegen die Regierung.
19. Februar
Etwa 3000 Demonstranten protestierten auf dem Bukarester Piața Victoriei gegen die Regierung.
25. Februar
In Târgoviște organisierte die PSD eine Kundgebung zur Unterstützung der Regierung, der etwa 8000 Menschen beiwohnten.
26. Februar
Tausende Rumänen forderten am Abend erneut den Rücktritt der Regierung. In Bukarest bildeten zwischen 3000 und 5000 Demonstranten vor dem Regierungssitz mit angeleuchteten Papierbögen und Stoffbahnen die Flagge der Europäischen Union. Mehrere hundert Menschen demonstrierten in Brașov, Sibiu und Timișoara.
5. März
In Bukarest marschierten etwa 10.000 Menschen vom Regierungssitz zum Verfassungsgericht und zum Sitz der Antikorruptionseinheit der Staatsanwaltschaft (DNA). In mindestens vier weiteren Städten kam es zu kleineren Protestaktionen.
12. März
Etwa 2000 Menschen zogen am Abend in Bukarest zum Parlamentspalast.
3. Mai
Mehr als 2000 Menschen versammelten sich vor den Regierungsgebäuden in Bukarest. Hunderte protestierten in den Städten Constanța, Cluj, Sibiu und Brașov.

## Reaktionen

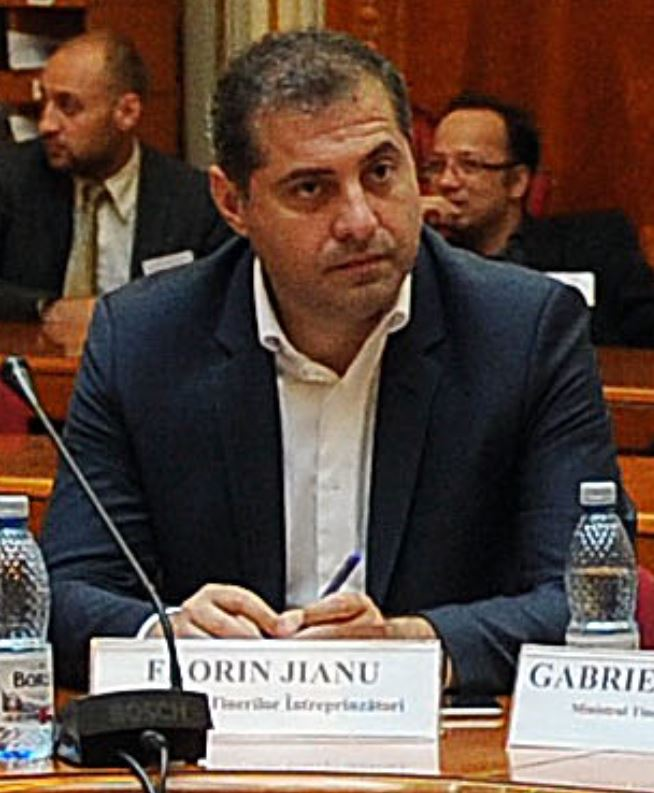
Florin Jianu, 2015.
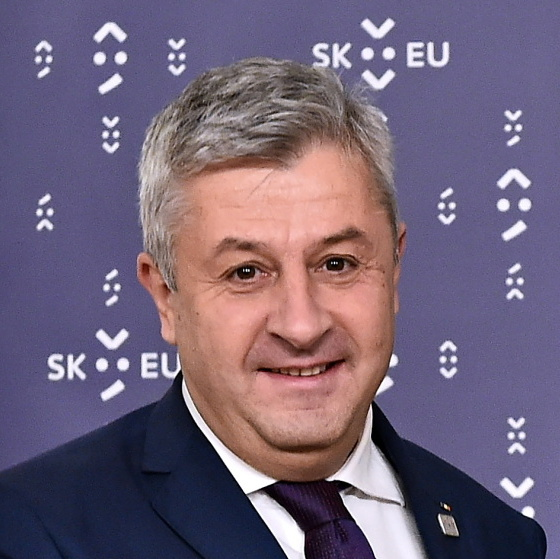
Florin Iordache, 2016.
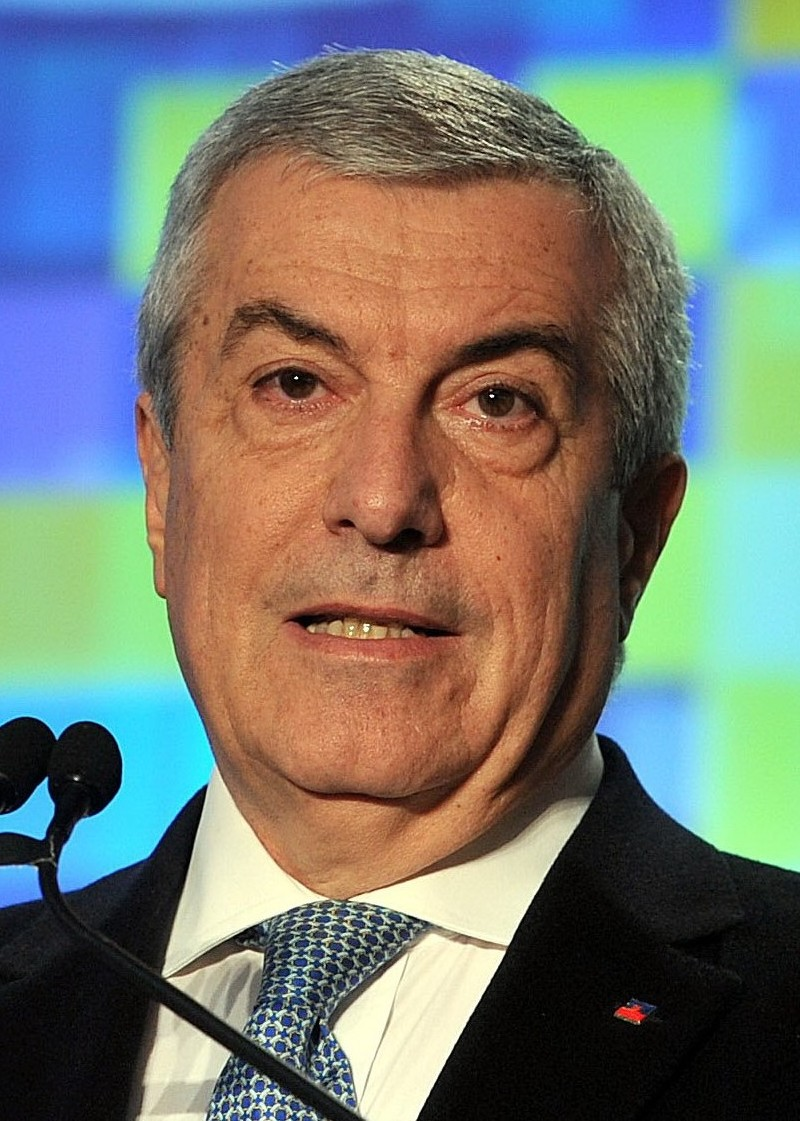
Călin Popescu-Tăriceanu, 2014.

Der rumänische Präsident Klaus Johannis bezeichnete am 31. Januar den Tag der Eilverordnungen als „einen Trauertag für den Rechtsstaat“. Der Chef der Regierungspartei PSD, Liviu Dragnea, sprach von Umsturzplänen der Opposition.
Der Generalstaatsanwalt Augustin Lazăr befürchtete, dass die umstrittene Regelung nun in Kraft treten könne, da die Verordnung (Nr. 13) dem Parlament zur Abstimmung vorliegt, ebenso wie eine zweite Verordnung (Nr. 14), die die Aufhebung der ersten verfügt. Das gebe dem Parlament die Möglichkeit, Verordnung Nr. 13 zu billigen und Nr. 14 abzulehnen.
Der parteilose Handelsminister Florin Jianu erklärte am 2. Februar seinen Rücktritt und kommentierte, er habe bereits nach Verabschiedung des Dekrets über seinen Rücktritt nachgedacht; nun folge er „seinem Gewissen“ und hoffe, dass die Regierung „den Anstand hat ihren Fehler zu korrigieren“. Am gleichen Tag traten auch die Staatssekretäre Oana Schmidt-Haineala und Constantin Sima zurück. Der Abgeordnete des Demokratischen Forums der Deutschen in Rumänien im rumänischen Parlament Ovidiu Ganț legte aus Protest gegen die Verordnung sein Amt als stellvertretender Vorsitzender der Fraktion der Minderheiten nieder.
Auf Druck von Ministerpräsident Sorin Grindeanu trat am 9. Februar Justizminister Florin Iordache zurück, dem Grindeanu Versagen beim öffentlichen Umgang mit einer Eilverordnung vorgeworfen hatte. Wegen mangelhafter Kommunikation der Regierung hätten die Bürger den Inhalt der Verordnung nicht verstanden. Dafür trage Justizminister Florin Iordache die Verantwortung, so Grindeanu weiter.
Mit seinem Urteilsspruch vom 10. Februar verfügte der Oberste Rumänische Gerichtshof, dass sich Călin Popescu-Tăriceanu, der Vorsitzende des Rumänischen Senats, wegen mutmaßlicher Falschaussagen und Begünstigung eines Straftäters vor Gericht verantworten müssen wird. Der ehemalige Ministerpräsident von der ALDE, dem gegenwärtigen Koalitionspartner der Regierung, ist als Senatsvorsitzender nach dem Staatspräsidenten der zweite Mann im Staat. Somit stehen nun die Vorsitzenden beider Parlamentskammern Rumäniens in Strafverfahren vor Gericht (neben Popescu-Tăriceanu auch der Präsident des Abgeordnetenhauses Liviu Dragnea).
Der Präsident der Europäischen Kommission Jean-Claude Juncker und der Vizepräsident der Europäischen Kommission erklärten, dass der Kampf gegen Korruption vorangetrieben müsse und nicht rückgängig gemacht werden dürfe.
Die Botschaften Deutschlands, der USA, Frankreichs, Kanadas, Belgiens und der Niederlande brachten ihre „tiefe Besorgnis“ über die Verordnung zum Ausdruck und kritisierten sie als „Untergrabung der rechtsstaatlichen Fortschritte der letzten zehn Jahre im Kampf gegen die Korruption“.